# Генріх Гогребе
Генріх «Гайнц» Гогребе (нім. Heinrich „Heinz“ Hogrebe; 22 червня 1913, Бохум — 25 червня 1998, Вупперталь) — німецький офіцер, оберстлейтенант вермахту і резерву бундесверу. Кавалер Лицарського хреста Залізного хреста з дубовим листям.

## Біографія
В 1934 році вступив у єгерський батальйон в Госларі. З жовтня 1940 року служив у 422-му піхотному полку 126-ї піхотної дивізії, з якою брав участь у Німецько-радянській війні. З 22 червня 1941 року — командир 5-ї роти, з 7 серпня 1943 року — 2-го батальйону свого полку. У березні 1944 року тяжко поранений. Після одужання 1 вересня 1944 року призначений командиром караульного батальйону «Велика Німеччина» в Берліні. 1 жовтня 1944 року батальйон був розгорнутий у полк під командуванням Гогребе. Учасник останніх боїв у Берліні.

## Нагороди
- Медаль «За вислугу років у Вермахті» 4-го класу (4 роки)
- Залізний хрест
  - 2-го класу (25 червня 1941)
  - 1-го класу (22 серпня 1941)
- Штурмовий піхотний знак в сріблі
- Німецький хрест в золоті (14 квітня 1942)
- Медаль «За зимову кампанію на Сході 1941/42» (2 серпня 1942)
- Лицарський хрест Залізного хреста з дубовим листям
  - лицарський хрест (17 серпня 1942)
  - дубове листя (№454; 13 квітня 1944)
- Нагрудний знак ближнього бою
  - в сріблі (1944)
  - в золоті
- Почесна застібка на орденську стрічку для Сухопутних військ
- Нагрудний знак «За поранення» в сріблі
- Орден «За заслуги перед Федеративною Республікою Німеччина», кавалерський хрест (25 березня 1977)